# Portugalská biskupská konference
Portugalská biskupská konference (CEP) je stálý sbor katolických biskupů v Portugalské republice.

## Popis
Portugalská biskupská konference, zřízená Apoštolským stolcem, je sborem biskupů Portugalské republiky. Na základě kán. 449, § 2 CIC je před církevním právem právnickou osobou. 
Samým právem k ní patří primas Portugalska, polští kardinálové, všichni diecézní biskupové obojího obřadu a jim naroveň postavení, biskupové-nástupci a biskupové pomocní a ostatní titulární biskupové, kteří na celém území nebo mimo území pro celý národ vykonávají zvláštní úkoly na základě pověření Apoštolským stolcem nebo biskupskou konferencí.
Ke shora uvedené konferenci patří: Stálá rada, Generální sekretariát, Ekonomická rada a též komise ustavené biskupskou konferencí k dosažení určitého cíle (kán. 451 CIC). K zajištění každodenního chodu jednotlivých orgánů slouží sekretariát.
Portugalská biskupská konference podléhá všem platným normám CIC, zvláště pak kán. 447-459 CIC.

## Vedení Portugalské biskupské konference

### Seznam předsedů
- Manuel Gonçalves Cerejeira (1958–1972)
- Manuel d’Almeida Trindade (1972–1975)
- António Ribeiro (1975–1981)
- Manuel d’Almeida Trindade (1981–1987)
- António Ribeiro (1987–1993)
- João Alves (1993–1999)
- José da Cruz Policarpo (1999–2005)
- Jorge Ortiga (2005–2011)
- José da Cruz Policarpo (2011–2013)
- Manuel Clemente (2013–2020)
- José Ornelas Carvalho (od 2020)

### Seznam místopředsedů
- António Montes Moreira (2005–2008)
- António Augusto dos Santos Marto (2008–2011)
- Manuel Clemente (2011–2013)
- António Augusto dos Santos Marto (2013–2020)
- Virgílio Antunes (od 2020)

### Seznam generálních sekretářů
- Carlos Azevedo (2005–2008)
- Manuel Morujão (2008–2010)
- Manuel Joaquim Gomes Barbosa (od 2014)